# Иво Трумбић
Иво Трумбић (Сплит, 2. април 1935 — Загреб, 12. март 2021) био је југословенски ватерполиста и тренер, освајач златне медаље на Олимпијским играма 1968. године.

## Спортска биографија
Рођен је 2. априла 1935. године у Сплиту. Ватерполо је почео да игра 1946. године. Прво је био голман, а
касније се пребацио међу играче. Каријеру је започео у сплитском Јадрану, за који је играо од 1946. до 1961. Био је првак Југославије 1953. године, а затим и 1957. и 1960. године. Од 1961. Трумбић напушта родни град, одлази у Загреб и постаје ватерполиста Младости. Са екипом Младости освојио је титулу првака Југославије 1962, 1967. и 1969. године. С истим клубом освојио је и Зимско првенство Југославије 1962. и 1964. године. Са екипом Младости је три пута био првак Европе — 1968, 1969. и 1970. године.
За репрезентацију Југославије одиграо је 152 утакмице у периоду од 1961. до 1969. године. Сребрну медаљу освојио је на Олимпијским играма 1964. године у Токију, а златну четири године касније, 1968. у Мексику. Сребрну медаљу је освојио на Европском првенству 1962. године у Лајпцигу, бронзу четири године касније, 1966, на истом такмичењу у холандском Утрехту. На Медитеранским играма у Напуљу 1963. био је део екипе која је освојила сребро, а четири године касније, 1967, у Тунису је освојио злато.
Тренерску каријеру започео је у загребачкој Младости, у којој је од 1966. до 1969. био играч и тренер. Из тог раздобља освојена су два првенства Југославије и три титуле првака Европе. Године 1971. био је првак с грчким Олимпијакосом, а 1976. године је као селектор репрезентације Холандије освојио бронзану медаљу на Олимпијским играма у Монтреалу. Са дубровачким Југом био је 1981. и 1982. године државни првак и победник купа Југославије. Са тимом Пескаре је 1986. освојио италијански ватерполо куп, годину дана касније, 1987, са истим клубом остварио је прави подвиг освајањем првенства и купа Италије, европског Купа првака и европског Суперкупа. Освојио је у једној сезони све што се у клупском ватерполу могло освојити. Холандску репрезентацију водио је од 1974. до 1980. године. Освојио треће место на Олимпијским играма 1976. у Монтреалу и шесто место на Олимпијским играма 1980. године у Москви, а водио их је и на Олимпијским играма 1992. године у Барселони, где је освојено осмо место. Репрезентацију Југославије водио је на Светском првенству 1982, а са грчком репрезентацијом је био на Европском првенству 1985. године.
Његова супруга Зденка Баждар била је одбојкашка репрезентативка. Године 2012. додељена му је Награда Матија Љубек за животно дело. Од 2015. године, уврштен је у Ватерполо кућу славних.
Преминуо је у Загребу 12. марта 2021. године.

## Успеси
Играч
Југославија
- медаље
- злато : Олимпијске игре Мексико Сити 1968.
- сребро : Олимпијске игре Токио 1964.

Тренер
Холандија
- медаље
- бронза : Олимпијске игре Монтреал 1976.